# 塞尔达公主
塞尔达公主是任天堂游戏薩爾達傳說系列的主要角色。她由宫本茂创造，最早于1986年遊戲《塞尔达传说》中登場。
根据宫本茂所述，塞尔达的名字受到美国小说家泽尔达·菲茨杰拉德所影响。宫本茂解释到：“菲茨杰拉德是一个著名的且漂亮的女性，我喜欢她名字读出的声音”。
塞尔达公主几乎都在全部塞尔达传说作品中出现。通常她是一个中心人物以及林克探险中的支柱。
塞尔达公主的角色收到媒体和玩家的好评。2009年，她被《官方任天堂杂志》选为任天堂游戏中第三大女性人物。

## 配音
英语
- Cyndy Preston（英语：Cynthia Preston）：塞尔达传说电视动画
- Bonnie Jean Wilbur：林克：邪恶面孔/塞尔达：格梅伦的魔杖（英语：Link: The Faces of Evil and Zelda: The Wand of Gamelon）
- Patricia Summersett 旷野之息

日语
- 国府田麻理子：BS塞尔达传说、Sound & Drama
- 水澤潤：时之笛、姆吉拉的假面、黄昏公主、任天堂明星大亂鬥系列（DX、X、3DS/Wii U）
- 橘光：风之杖、四人之剑、缩小帽、幻影沙漏、塞尔达无双（泰特拉）
- 大前茜：大地的汽笛
- 嶋村侑：禦天之劍、旷野之息、王國之淚、薩爾達無雙 災厄啟示錄
- 藤村步：众神的三角力量2、任天堂明星大亂鬥 特別版
- 世戶沙織：塞尔达无双
- 三浦千幸：智慧的再現